# Dieter Pfaff
Dieter Pfaff (ur. 2 października 1947 w Dortmundzie, zm. 5 marca 2013 w Hamburgu) – niemiecki aktor i reżyser filmowy i telewizyjny. Zmarł na raka płuc.

## Filmografia

### Seriale TV
- 1980: Tatort: Herzjagd jako oficer wsparcia personelu
- 1982: Tatort: Kuscheltiere jako gość w lokalu
- 1984–1996: Der Fahnder jako Otto Schatzschneider
- 1986: Tatort: Schwarzes Wochenende jako Hubert Möhlmann
- 1987: Tatort: Zabou jako Schäfer
- 1989: Tatort: Blutspur jako Geiger
- 1994–1996: Balko jako Vollmer
- 1995: A.S. jako Pauli
- 2002: Tatort: Schatten jako Armin Wulf
- 2005–2013: Der Dicke jako Gregor Ehrenberg

### Filmy
- 1983: Marcin Luter (Martin Luther) jako Leon X
- 1984: Treffer jako Bichler jun.
- 2000: Garść trawki (Eine Hand voll Gras)
- 2006: Bloch - Die Wut jako doktor Maximilian Bloch